# Edwardsia elegans
Edwardsia elegans is een zeeanemonensoort uit de familie Edwardsiidae.
Edwardsia elegans is voor het eerst wetenschappelijk beschreven door Verrill in 1869.